# Anna Deavere Smith

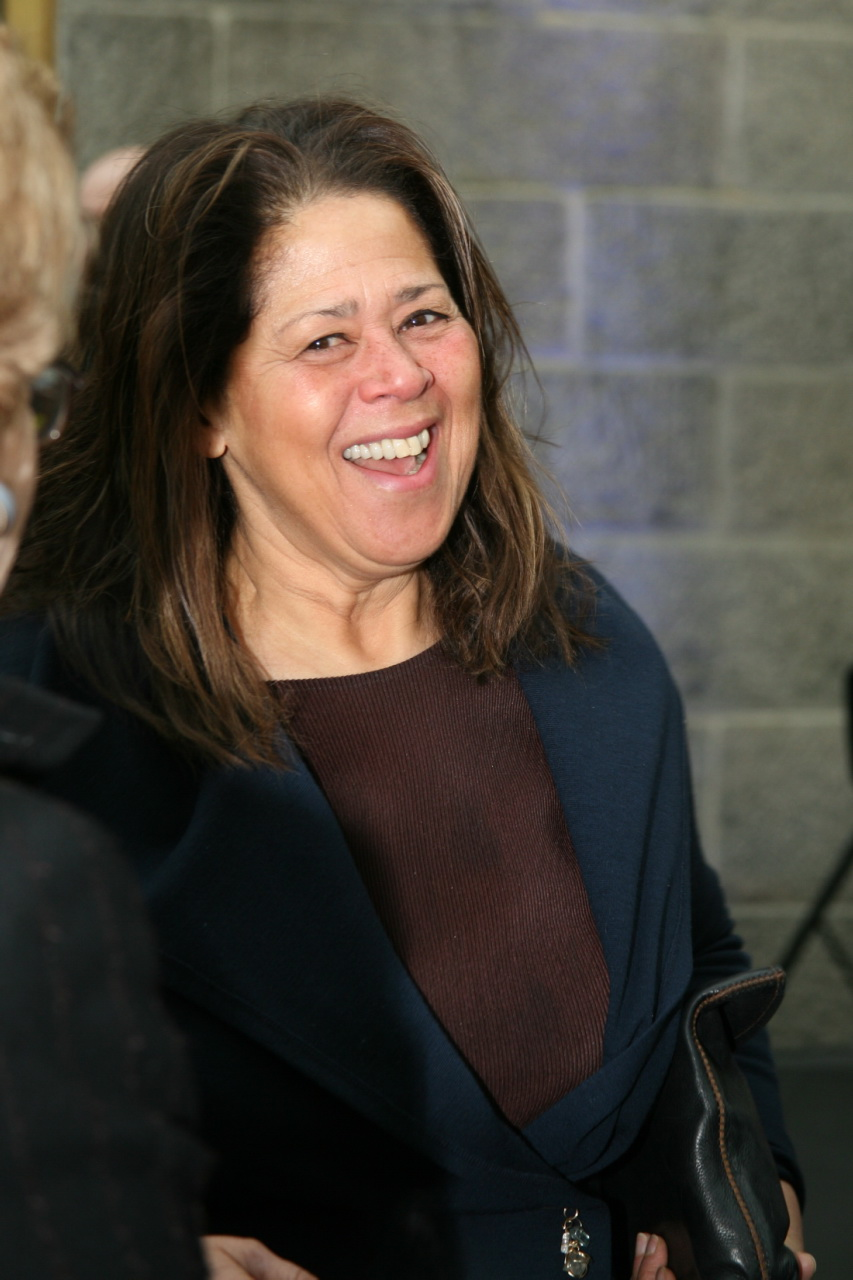
Anna Deavere Smith, 2009

Anna Deavere Smith (* 18. September 1950 in Baltimore (Maryland)) ist eine US-amerikanische Schauspielerin, Dramatikerin und Hochschulprofessorin. Seit 2012 ist sie Trägerin des Dorothy and Lillian Gish Prize, seit 1996 ist sie MacArthur Fellow, 2012 verlieh ihr Barack Obama die National Humanities Medal. Bekannt ist sie vor allem für ihre Rolle der National Security Advisor Nancy McNally in The West Wing – Im Zentrum der Macht und der Gloria Akalitus in Nurse Jackie.

## Leben
Anna Deavere Smith ist Tochter einer Grundschuldirektorin und eines Kaffeehändlers, sie hat vier jüngere Geschwister. Sie absolvierte die Western High School in Baltimore und studierte dann bis 1971 an der Arcadia University. Ihren Master of Fine Arts erwarb sie am American Conservatory Theater.

### Schauspielkarriere
Smith spielt in einer großen Bandbreite von Theaterstücken mit, zu Beginn ihrer Tätigkeit war sie beispielsweise beim New York Shakespeare Festival in dem Stück Die lustigen Weiber von Windsor zu sehen. Konstant bekannt ist ihr Dokumentarisches Theater, hauptsächlich ihr Stück Twilight: Los Angeles, 1992, in dem die Crown Heights riots von 1991 und die Unruhen 1992 in Los Angeles von ihr aufbereitet werden. Neben ihrer Bühnenauftritte ist Smith seit 1970 auch als Fernseh- und Filmschauspielerin zu sehen, sie war langjährig Hazel the Shampoo Girl in All My Children. Vor The West Wing – Im Zentrum der Macht (2000–06) betrat sie schon in Dave (1993) und Hallo, Mr. President (1995) das Weiße Haus. Von 2009 bis 2015 war sie über sieben Staffeln in der Dramedyserie Nurse Jackie als Administratorin eines Krankenhauses zu sehen. 2014 war sie Mentorin in einer Episode der dokumentar-Serie Masterclass.
2017 wurde sie in die Academy of Motion Picture Arts and Sciences (AMPAS) aufgenommen, die jährlich die Oscars vergibt.

### Dozentin
Am Tisch School of the Arts unterrichtet sie in der Abteilung Performance Studies an der New York University. Zwischen 1999 und 2000 lehrte sie auch an der Stanford University, davor an der Carnegie Mellon University. Sie ist zudem an der New York University School of Law tätig und war Gastdozent an der School of Medicine der Yale University.
Sie ist Gründerin des ursprünglich nur für drei Jahre, 1997 bis 2000, geplanten, nun jedoch beständig bestehenden Institute on the Arts and Civic Dialogue (deutsch: Institut für den Dialog zwischen Kunst und Bürger).

#### Artist in Residence
Smith war an verschiedenen Institutionen Artist in Residence:
- 1997: Ford Foundation
- 2001–2004: MTV Networks
- seit 2009: Center for American Progress

### Autorin (Auswahl)
- Twilight: Los Angeles, 1992, Anchor 1994. (englisch), ISBN 978-0-385-47376-7
- Talk to Me: Travels in Media and Politics, Anchor 2001. (englisch), ISBN 978-0-385-72174-5
- Letters to a Young Artist: Straight-up Advice on Making a Life in the Arts-For Actors, Performers, Writers, and Artists of Every Kind, Anchor 2006. (englisch), ISBN 978-1-4000-3238-9

## Werk (Auswahl)

### Filmografie
- 1983: All My Children (Fernsehserie)
- 1993: Philadelphia
- 1993: Dave
- 1995: Hallo, Mr. President (The American President)
- 2000: Practice – Die Anwälte (The Practice, Fernsehserie, 4 Folgen)
- 2003: Der menschliche Makel (The Human Stain)
- 2004: Der Manchurian Kandidat (The Manchurian Candidate)
- 2005: Cry_Wolf
- 2000–2006: The West Wing – Im Zentrum der Macht (The West Wing, Fernsehserie, 20 Folgen)
- 2007: Operation: Kingdom
- 2008: Rachels Hochzeit (Rachel Getting Married)
- 2009–2015: Nurse Jackie (Fernsehserie, 78 Folgen)
- 2015–2018: Black-ish (Fernsehserie, 9 Folgen)
- 2018: Can You Ever Forgive Me?
- 2018–2019: For the People (Fernsehserie, 20 Folgen)
- 2021: Flora & Ulysses
- 2021: Here Today
- 2022: Inventing Anna (Fernsehserie)
- 2023: Ghosted

### Theater (Auswahl)
- 1976: Alma, the Ghost of Spring Street
- 1985: Building Bridges, Not Walls
- 1994: Twilight: Los Angeles, 1992
- 2008–2010: Let Me Down Easy

## Auszeichnungen
Für ihr Stück Fires in the Mirror wurde Smith 1993 für einen Pulitzer-Preis nominiert, gewann allerdings lediglich den Drama Desk Award, im Jahr darauf folgten zwei Nominierungen für ihr Werk Twilight: Los Angeles, 1992, hierfür wurde sie ebenfalls mit einem Drama Desk-  und zusätzlich mit einem Theatre World Award geehrt.
Smith wurde 1996 MacArthur Fellow, 2006 folgte die Fletcher Foundation Fellowship, 2008 der Matrix Award der Vereinigung von Frauen in Kommunikation.
das United Solo Theatre Festival zeichnete sie 2010 als außergewöhnliche Solo-Künstlerin aus. 2012 verlieh ihr Barack Obama die National Humanities Medal. 2019 wurde Smith in die American Academy of Arts and Sciences und 2023 in die American Academy of Arts and Letters gewählt.

### Ehrendoktorwürden
Folgende Institute verliehen Anna Deavere Smith Ehrendoktorwürden (honorary degrees):
Spelman College, Arcadia University, Bates College, Smith College, Skidmore College, Macalester College, Occidental College, Pratt Institute, Holy Cross College, Haverford College, Wesleyan University, School of Visual Arts, Northwestern University, Colgate University, California State University, University of North Carolina, Wheelock College, Williams College, Yale University & Cooper Union